# The Cricket (film 1917)
The Cricket è un film muto del 1917 diretto da Elsie Jane Wilson.
Ad interpretare il ruolo della bambina protagonista è Zoe Rae, che negli anni Dieci è - con Gordon Griffith, Marie Osborne e, in Europa, Tibor Lubinszky - tra i primi attori bambini cui sia stato affidato un ruolo centrale in un lungometraggio. La regista Elsie Jane Wilson, figura pioneristica del cinema femminile, la volle come protagonista nei suoi primi quattro film, tutti girati nel 1917. Qui Zoe Rae recita al fianco di un altro attore bambino del periodo: George Hupp. Il ruolo della coppia di protagonisti da adulti è interpretato da Rena Rogers e Hallam Cooley.

## Trama
Spronata dal suo giovane amichetto Pascal, Cricket, una bambina, accetta il ruolo da protagonista in una recita giovanile. Il suo successo strepitoso è comunque oscurato dalla morte di sua madre. Orfana, Cricket cresce fino all'età adulta sotto la tutela dei suoi amici artisti: Saveline, Pinglet e Caesar. La loro idilliaca vita familiare finisce quando i tre padri adottivi decidono che Cricket debba sposare il figlio di un banchiere, mentre la ragazza è determinata a sposare il suo vecchio amico Pascal. Cricket lascia i suoi padri adottivi per Pascal. Il loro allontanamento dura diversi anni, fino a quando i tre uomini non partecipano a un'esibizione sul palcoscenico tenuta da Pascal e Cricket. Un usciere chiede se essi possano per un momento prendersi cura di uno dei figli dell'attore e, riconoscendo la figlia di Cricket, i loro vecchi sentimenti di amicizia si riaccendono e i loro cuori si aprono alla riconciliazione.

## Produzione
Il film fu prodotto negli Stati Uniti dalla Universal Film Manufacturing Company e venne girato in gran parte negli studi della Universal nelle vicinanze di Los Angeles.

## Distribuzione
Il copyright del film, richiesto dalla Universal Film Mfg. Co., Inc., fu registrato il 2 novembre 1917 con il numero LP11677.

Distribuito dalla Universal Film Manufacturing Company, il film uscì nelle sale cinematografiche statunitensi il 12 novembre 1917.
Copia completa della pellicola (un positivo in nitrato 35 mm) si trova conservata negli archivi del Cinema Museum di Londra e nella Library of Congress di Washington.